# باشگاه فوتبال دریتا
باشگاه فوتبال دریتا (انگلیسی: FC Drita) یک باشگاه فوتبال در گنییلان، کوزوو است